# Erin (Nowy Jork)
Erin – miasto w Stanach Zjednoczonych, w stanie Nowy Jork, w hrabstwie Chemung.